# 인티캄
《인티캄》(튀르키예어: İntikam)는 2013년부터 2014년까지 방영된 터키의 텔레비전 드라마이다. 지난 미국의 텔레비전 드라마 《리벤지》을 원작으로 한 작품이다.